# 贾伊图
贾伊图（Jaitu），是印度旁遮普邦Faridkot县的一个城镇。总人口32898（2001年）。

## 人口
该地2001年总人口32898人，其中男性17382人，女性15516人；0—6岁人口4223人，其中男2349人，女1874人；识字率62.16%，其中男性为67.26%，女性为56.44%。